# 阿倫·華特號驅逐艦 (DD-132)
阿倫·華特號驅逐艦（舷號DD-132），轉交英國皇家海軍後更名為卡瑟頓號，是一艘美國海軍建造的驅逐艦，為維克斯級驅逐艦的58號艦。她是美軍第一艘以阿倫·華特為名的軍艦，以紀念美西戰爭時期的海軍軍官阿倫·華特（Aaron Ward）。
華特號在1918年於巴斯鋼鐵廠開始建造，在1919年下水服役，首任艦長為雷蒙德·斯普魯恩斯，其時第一次世界大戰已經結束。接著華特號分別在大西洋及太平洋執勤。1922年華特號退役封存，在1930年重返現役，並參與海軍多次演習與訓練。第二次世界大戰爆發後，華特號被派往護航商船，並在1940年按租借法案轉交英國，更名為卡瑟頓。此後卡瑟頓號主要負責護航商船及佈雷。1943年卡瑟頓號改為空軍練習靶艦，並在戰後1945年退役除籍，於1947年出售拆解。